# SP Energia Siciliana
La SP Energia Siciliana s.r.l. è stata un'azienda italiana che operava nel settore della distribuzione di prodotti petroliferi con sede a Piano Tavola, frazione di Belpasso, comune della città metropolitana di Catania.
L'azienda etnea distribuiva carburante per conto delle maggiori compagnie petrolifere, italiane e straniere, quali Eni, Esso, Tamoil e TotalErg.

## Storia
Fondata nel 1970 da Sebastiano Pappalardo, in occasione dell'inaugurazione della stazione di servizio sulla Strada statale 121 Catanese, la ditta nel corso dei decenni successivi ha espanso la propria presenza con l'apertura di altri impianti in altre parti della Sicilia e dell'Italia.
Nel periodo di maggiore espansione, gli anni novanta, la SP Energia Siciliana è stata il maggiore distributore indipendente di carburante in Europa, la sua presenza nel territorio italiano era articolata in oltre 300 stazioni di servizio e contava circa 1.200 dipendenti, indotto compreso.
Nel 2009, la gestione amministrativa dell'azienda passava a Orazio Romeo, nipote del fondatore, che morirà l'anno successivo.
Nel 2020, l'azienda etnea, in gravi difficoltà finanziarie, aveva chiesto il concordato preventivo al Tribunale fallimentare di Catania al fine di soddisfare i creditori e di attuare il risanamento. A causa dell'enorme esposizione debitoria di 33 milioni di euro e lo stato di insolvenza, il pubblico ministero formula istanza di fallimento, che viene successivamente accolta dai giudici, e l'azienda è costretta a cessare le proprie attività.

## Presenza nelle regioni italiane
L'azienda è stata presente in 10 regioni italiane.
- Sicilia
- Basilicata
- Calabria
- Lazio
- Lombardia
- Puglia
- Sardegna
- Veneto
- Emilia Romagna
- Toscana

## Sport
Dal 1994 al 2012, la SP Energia Siciliana è stata sponsor ufficiale del Calcio Catania.
Nella stagione calcistica 2003-2004 la SP Energia Siciliana è stata sponsor ufficiale dell'Unione Sportiva Siracusa e del Paternò Calcio.